# Tales of Brave Ulysses
Singles de Cream
I Feel Free
(1966) Anyone for Tennis
(1968)
Tales of Brave Ulysses est une chanson de l'album Disraeli Gears du groupe Cream, sortie en face B de Strange Brew. Le titre est composé par Eric Clapton sur des paroles de Martin Sharp. 

## Musique
Eric Clapton utilise pour la première fois la pédale wah wah de Vox, créée quelque temps auparavant et que Clapton se procure au magasin Manny's de New-York. L'utilisation de cette technique dans cette chanson est un des effets de l'influence de la musique de Jimi Hendrix sur Clapton à cette époque. 
Sortie juste avant Burning of the Midnight Lamp dans laquelle Jimi Hendrix utilise aussi cette technique, Tales of Brave Ulysses constitue un des premiers enregistrements de pédale wah wah de l'histoire du rock. 
Le riff principal de guitare suit une progression d'accords en ré mineur : D D/C D/B D/Bb, très similaire à celle d'une autre chanson de Cream, White Room, dans laquelle Clapton utilise aussi la pédale wah wah.

## Paroles
Les paroles ont été inspirées à  Martin Sharp par des vacances à Formentera une île baléare où la légende situe l'épisode des sirènes de l'Odyssée d'Homère qui conte les aventures d'Ulysse.